# Церковь Михаила Архангела (Рыкань)
Церковь Михаила Архангела — православный храм Воронежской епархии. Расположена в селе Рыкань Новоусманского района Воронежской области.

## История
Первая деревянная церковь Архангела Михаила в Рыкани датируется 1690 годом. Краевед Г. Германов в своей работе (1857) пишет:
«Малая Усмань Рыкань в 10 верстах от Большой, существовала во второй половине XVII века, а деревянная церковь во имя архангела Михаила построена в ней в первый раз в конце этого же века, (жителей в 1746 году было 60 дворов)».
Кирпичная Архангельская церковь была построена в 1782 году. В 1920-х годах церковь закрыли и почти 70 лет в здании располагались ремонтные мастерские и склад. В 1990-х годах храм вернули епархии, в 2000 году на пожертвования прихожан отремонтирован северный придел и возобновились службы. В настоящее время (март 2024) церковь находится в эксплуатации В храме проведено электричество и организована православная библиотека.

## Архитектура
Церковь построена в традиционных приёмах барокко. К четверику изначально была пристроена полукруглая апсида и трапезная. Спустя почти полтора столетия, в 1913—1914 годах, к церкви были пристроены два боковых придела с алтарями. Композицию храма венчает 4-ярусная колокольня с высоким шпилем и крестом. Колокольня, в отличие от выполненных в форме позднего барокко храмовой часть, апсиды и трапезной, выполнена в строгих чертах классицизма. Приделы церкви отличаются элементами эклектики. Внутри сохранились росписи.

## Современный статус
В настоящее время Церковь Михаила Архангела постановлением администрации Воронежской области N 850 от 14.08.95 г. является объектом исторического и культурного наследия областного значения. Сейчас церковь полностью восстановлена.

## Фотографии

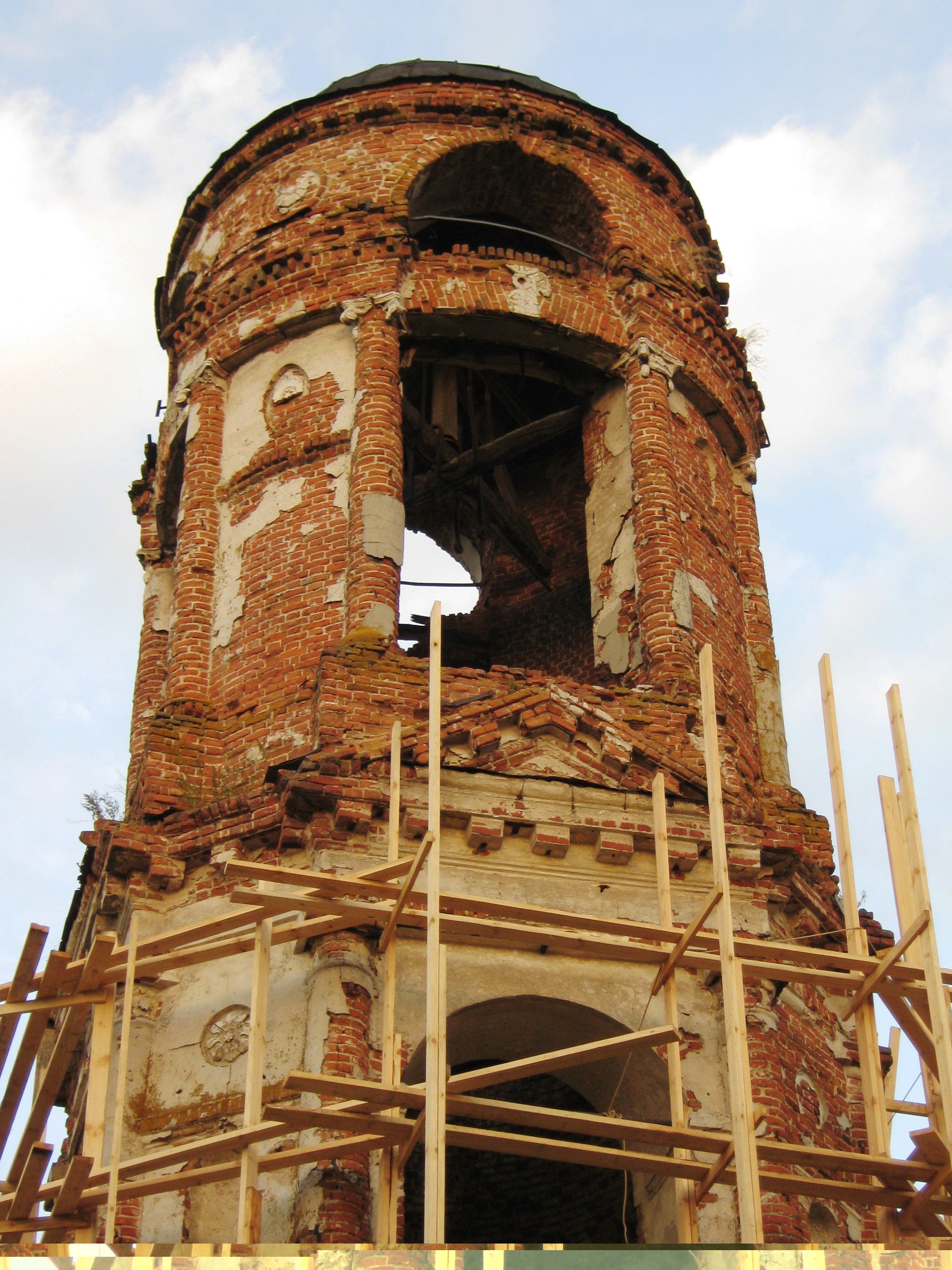
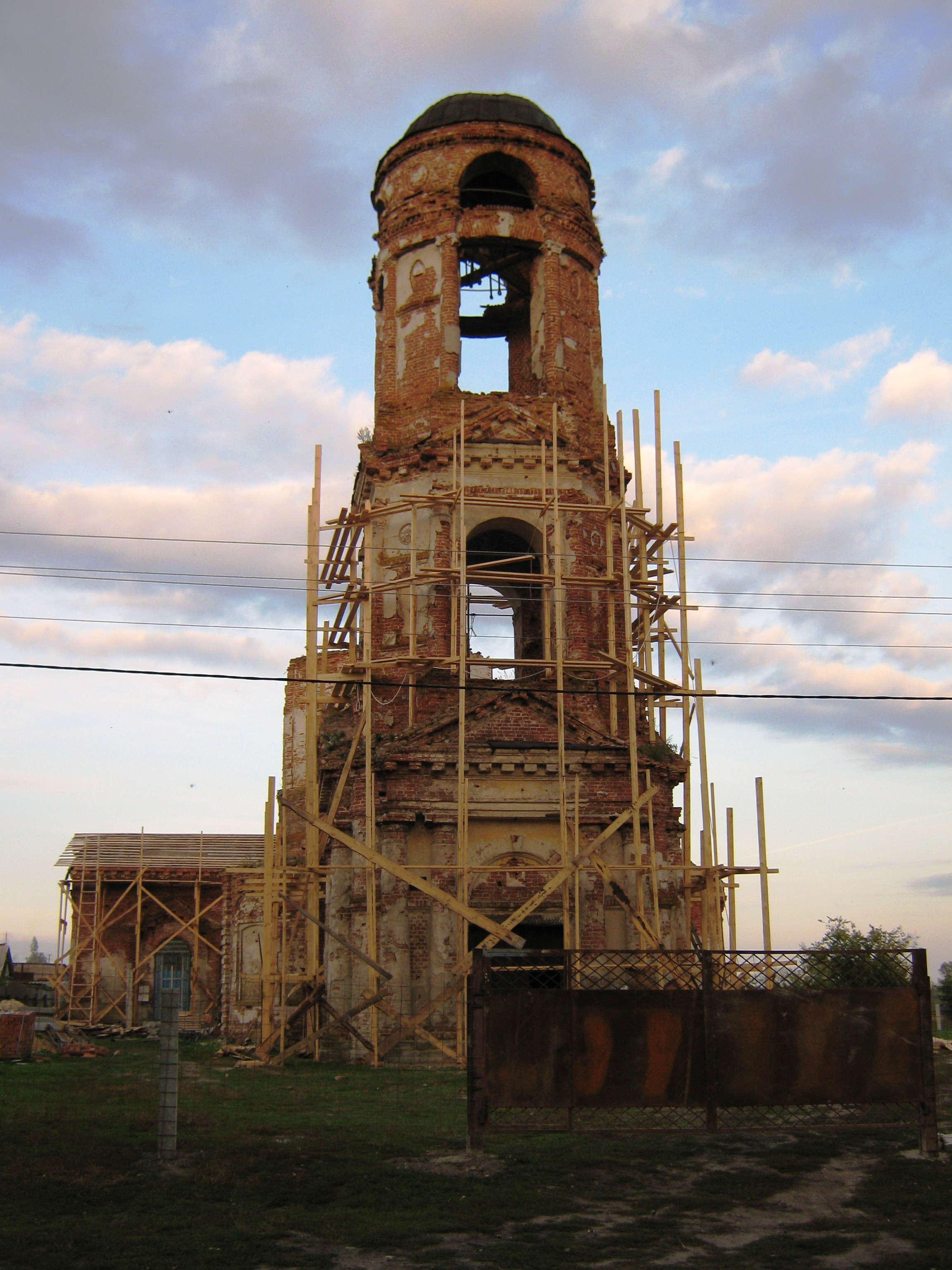
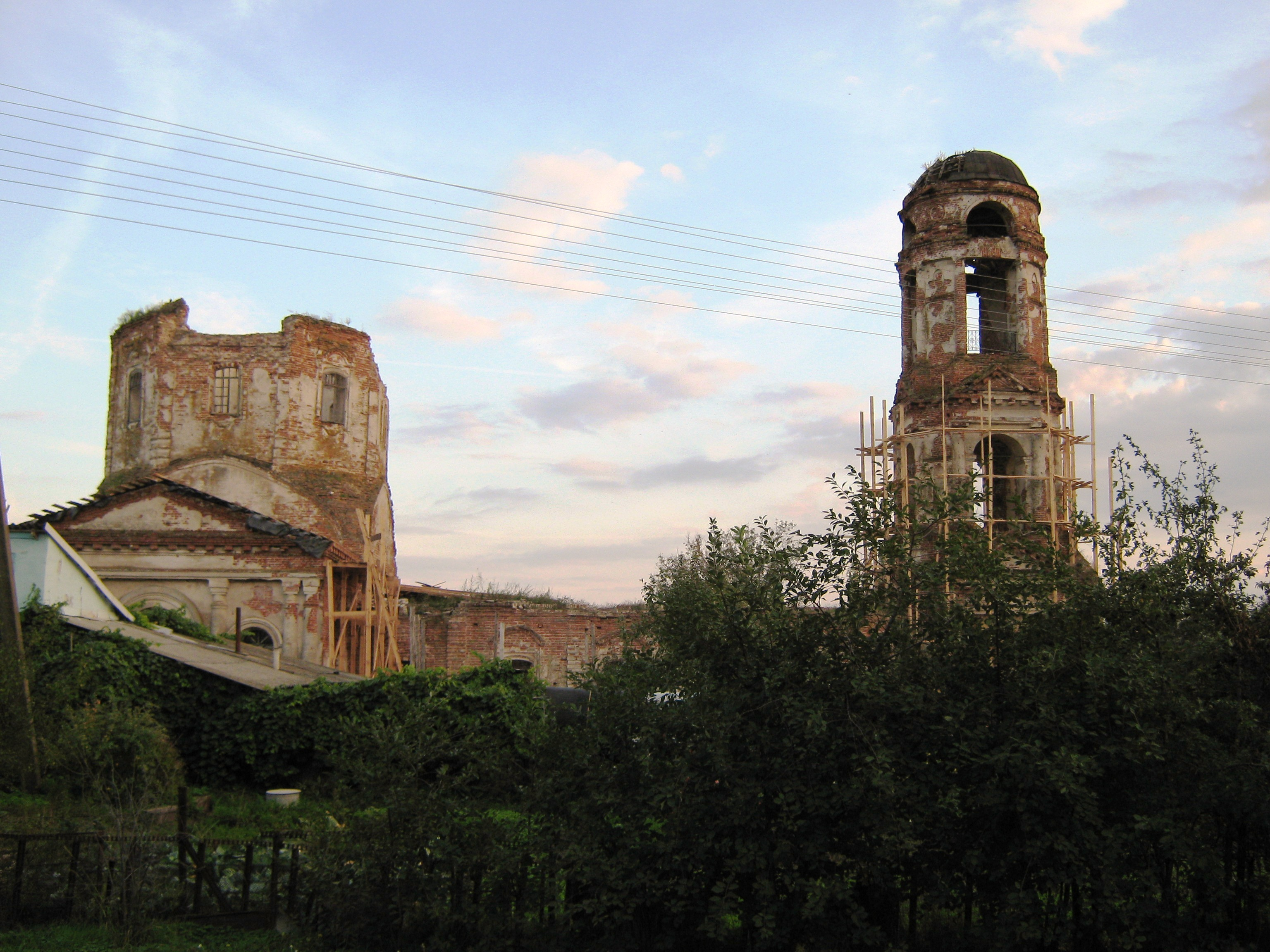
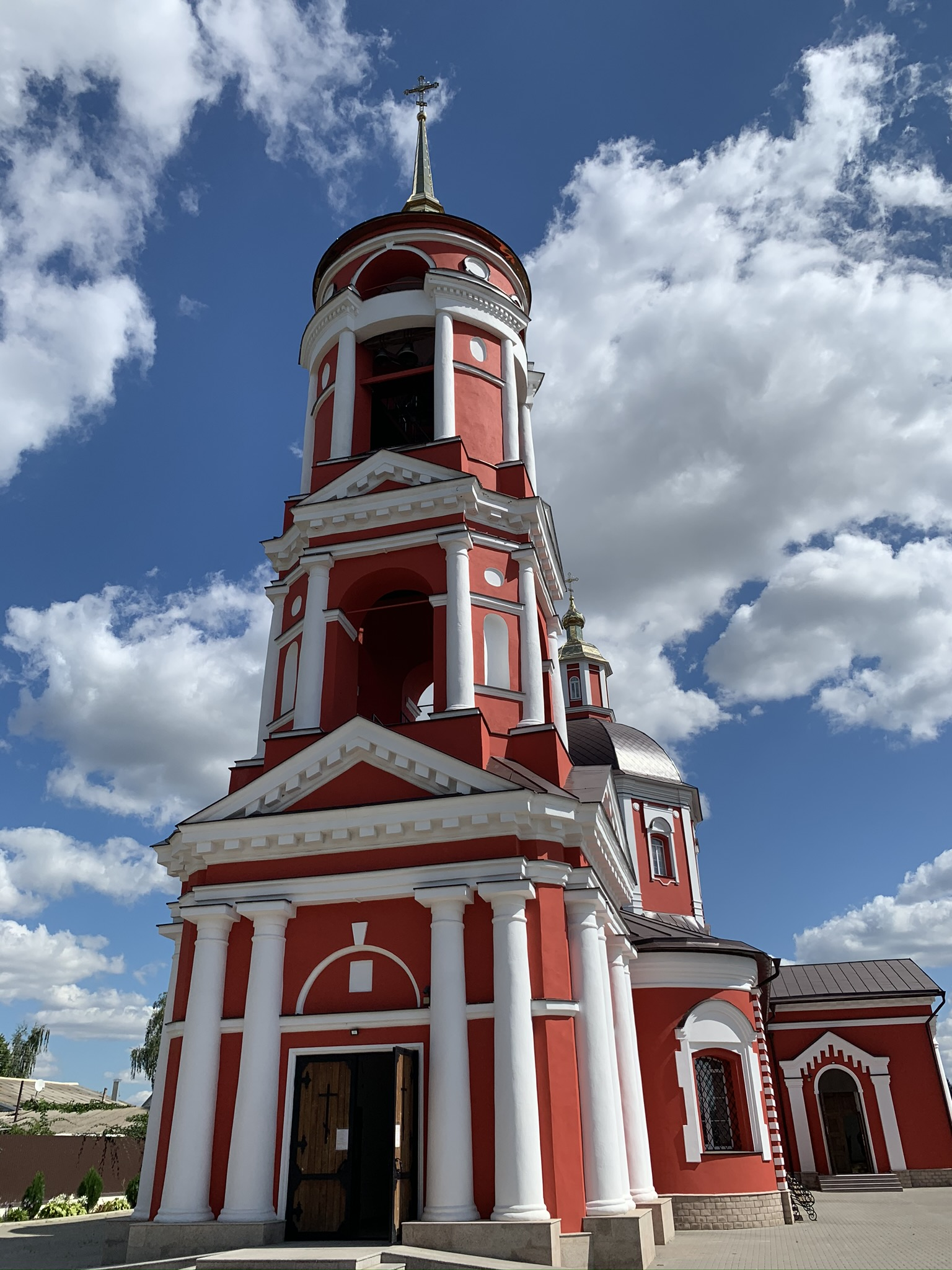
Церковь Михаила Архангела в настоящее время